# Daylight (album van Hudson Ford)
Daylight is het vierde en laatste studioalbum van de Britse muziekgroep Hudson Ford. Deze band, voortkomend uit de Strawbs, kende een aardige start maar zakte steeds verder weg. Uiteindelijk bleek de inspiratie op; het muziekalbum bevat een allegaartje aan muziekstijlen van Alan Parsons Project tot Electric Light Orchestra. Opnamen vonden plaats in de CBS Studio in Londen. Muziekproducent was Robin Geoffrey Gable, bekend van Queen II en werk van Chris de Burgh.
De grondleggers van de band Richard Hudson en John Ford kapten er slechts tijdelijk mee. Zij startten The Monks een meer punkachtige band; ook die band zou maar een kort leven beschoren zijn: twee albums.

## Musici
De musici werden voor het eerste op de versie van Esoteric vermeld:
- John Ford: zang, akoestische gitaar, elektrische gitaar en basgitaar
- Hudson Ford – zang, akoestische gitaar, elektrische gitaar, percussie

Met ondersteuning van 
- Ray Russell - gitaren
- Dave Marquee, Brent Forbes – basgitaar
- Chris Parren – toetsinstrumenten zoals clavinet
- Ken Laws – drumstel
- Chris Mercer, Martin Drover – blaasinstrumenten
- Graeme Prescott – viool, ARP string machine

## Composities
| Nr. | Titel              | Duur |
| --- | ------------------ | ---- |
| 1.  | Daylight           | 1:33 |
| 2.  | Out of your shadow | 2:45 |
| 3.  | Kiss in the dark   | 3:42 |
| 4.  | Shy girl           | 3:46 |
| 5.  | Let it rain        | 3:38 |
| 6.  | Poor boy (lead in) | 0:52 |

| Nr. | Titel                                                      | Duur |
| --- | ---------------------------------------------------------- | ---- |
| 1.  | Poor boy                                                   | 2:26 |
| 2.  | Simple man                                                 | 3:18 |
| 3.  | Are you dancing                                            | 2:55 |
| 4.  | Wicked lady                                                | 3:05 |
| 5.  | 95° in the shade (productie Jeffrey Lesser, Rupert Holmes) | 3:02 |
| 6.  | Daylight                                                   | 2:08 |

Er verschenen drie singles van het album: 95° in the shade/Lost in a world; Sold on love/ Daylight en Are you dancing/Out of your shadow; geen belandde in de Top 40.

## Heruitgaven
Het muziekalbum verscheen eind 2009 voor het eerst op compact disc. Het Spaanse platenlabel Retro Disc International is echter weinig bekend. Men vermoedde dat de cd’s aan de hand van verbeterde elpeeopnamen tot stand zijn gekomen; de site van Strawbs vermeldde dat het illegale persingen zijn. Fans brachten daartegenin dat CBS Records waarschijnlijk nooit tot heruitgave zou overgaan, daarvoor was /is de band te onbekend. De compact disc vermeldt geen credits. 
In 2018 werd het album dan officieel op compact disc uitgebracht op Esoteric Recordings, dat gespecialiseerd was in “oude progressieve rock". Dit ondanks het feit dat op het album, origineel uitgebracht door Columbia Records, weinig van deze muziekstijl is te horen; Esoteric omschreef het al als een verzameling aan muziekstijlen. Dit werd door Paul Rijkens herhaald in IO Pages 154, december 2018; hij kwam tot een vergelijking met 10cc en Steely Dan met af en toe disco (Are you dancing). De tracklist van bovenstaande werd aangevuld met vier bonustracks:
13: Waterfall (2:56, geproduceerd door Hudson Ford)
14: Daylight (2:45; singleversie; geproduceerd door Hudson Ford)
15: Lost in a lost world (3:20 B-kant van single juli 1976; geproduceerd door Jeffrey Lesser)
16: Sold in love (2:59; A-kant van single oktober 1976; geproduceerd door Hudson Ford)